# Khenthap
Khenthap (cũng được viết là Khenet-Hapi) được cho là nữ hoàng của Ai Cập cổ đại. Bà được cho là đã sống trong triều đại thứ 1. Tiểu sử của bà rất mù mờ, vì không có nguồn tin đương thời cho tên của bà. Bà chỉ xuất hiện một lần trong một tấm bia sau này.

## Chứng cớ
Các nhà Ai Cập học và các nhà sử học vẫn đang tranh luận về việc Khenthap có phải là một nhân vật lịch sử. Các dấu ấn khảo cổ được ghi lại từ các ngôi mộ triều đại đầu tiên tại Abydos không bao giờ đề cập đến bà. Bà chỉ xuất hiện trong một dòng chữ trên đá ở Palermo, một tấm bia làm từ đá phiến đen liệt kê các vị vua từ Narmer (triều đại thứ 1) cho đến vua Neferirkare (triều đại thứ 6). Ngoài ra, hòn đá liệt kê mẹ của mỗi vị vua. Dòng chữ viết ra tên của Khenthap, nhưng không ghi lại bất kỳ tiêu đề nào của bà ấy (ngoại trừ tên của "người mẹ").

## Tiểu sử
Dòng chữ trên mảnh Cairo mô tả Khenthap là mẹ của vua Djer. Joyce Tyldesley nghĩ rằng Khenthap là vợ của vua Hor-Aha và cháu trai của bà là vua Djet, vì Djet được cho là con trai của vua Djer (con trai của Aha). Thay vào đó, Silke Roth nghĩ rằng Khenthap là vợ của vua Teti I, một vị vua được nhắc đến trong Bảng Saqqara và trong Hoàng gia Canon của thành phố Turin. Sau này, ông được mô tả là một người cai trị ngai vàng Ai Cập chỉ trong 1 năm 45 ngày.
Tên của Khenthap có nghĩa là "nhạc sĩ của (thần) Hapi ", có thể chỉ ra vai trò tôn giáo và tôn giáo của người phụ nữ này trong suốt cuộc đời. Tên của bà được kết nối với một vị thần và có thể liên kết với danh hiệu "con bò của mẹ ông" của nhà vua.